# Nguyễn Phúc Tấn
Nguyễn Phúc Tấn (chữ Hán: 阮福晉; 21 tháng 3 năm 1799 – 17 tháng 7 năm 1854), còn có huý là Thản, tước phong Diên Khánh Vương (延慶王), là một hoàng tử con vua Gia Long nhà Nguyễn trong lịch sử Việt Nam.

## Tiểu sử
Hoàng tử Tấn sinh ngày 16 tháng 2 (âm lịch) năm Kỷ Mùi (1799), là con trai thứ 7 của vua Gia Long, mẹ là Chiêu nghi Nguyễn Hữu Thị Điền (không rõ lai lịch). Ông dáng mạo khôi ngô, tính tình hiền hậu.
Năm Gia Long thứ 16 (1817), hoàng tử Tấn được phong làm Diên Khánh công (延慶公).

### Thời Minh Mạng
Năm Minh Mạng thứ nhất (1820), Diên Khánh công Tấn vì việc riêng mà tùy tiện phạt roi viên Thị trung Cai đội tên là Lê Văn Hương. Tôn Thất Dịch đem việc ấy tâu lên, lúc đó vua Minh Mạng đang ngự ở Tiện điện (nơi vua nghỉ lúc nhàn rỗi) cùng các hoàng thân. Vua nhìn Diên Khánh công, trách rằng: “Hương kia cũng là phẩm quan của triều đình, có tội nên tâu lên, sao lại tự lấy roi đánh người ta? Vả lại phép của Tiên đế lập ra là của chung của thiên hạ, chứ có phải riêng của anh em ta đâu! Em không thấy Tiên đế thiết trách Định Viễn công Bính à? Bấy giờ Định Viễn công có lỗi nhỏ, mà anh vì Bính hai ba lần xin tha, Tiên đế vẫn không tha. Như thế là vì nghĩ rằng các hoàng thân sinh trưởng ở chỗ giàu sang, cậy mình được yêu thương đặc biệt, nên coi nhẹ mà phạm hiến chương, cho nên không thể không nghiêm ngặt để răn người sau. Nay anh lấy lòng Tiên đế làm lòng mình mà yêu em, em cũng nên lấy lòng anh làm lòng mình mà yêu anh, cùng nhau cẩn thận giữ phép sẵn, để giữ tiếng lành mãi không cùng. Chớ nên lại làm thế nữa”.
Tấn nghe thế dập đầu tạ lỗi. Vua mới dụ bảo các văn võ đại thần rằng: “Việc Diên Khánh công đã làm có trái với phép, các khanh hãy vì trẫm tha thứ cho, từ nay về sau có kẻ nào bắt chước lỗi ấy thì không rộng tha nữa”.
Vua Minh Mạng rất quý các hoàng đệ, cứ 5 ngày một lần sai người đến các phủ của họ hỏi thăm, khi rỗi việc triều chính thì thỉnh thoảng đến chơi. Cuối năm thứ nhất (1820), làm lễ tế Chạp, các hoàng đệ là Định Viễn công Bính, Diên Khánh công Tấn và Điện Bàn công Phổ đi tế thay.
Năm thứ 2 (1821), người thuộc hạ ở phủ Diên Khánh công tranh nhau thầu thuế bến đò với người ta. Ký lục Quảng Đức là Ngô Bá Nhân không cho. Diên Khánh công hay được gọi Bá Nhân đến trách mắng. Bá Nhân đem việc đó tâu lên. Vua nói: “Cửa quan bến đò là thuế của nước, Diên Khánh công sao lại được như vậy? Mà chức của ngươi là chức Kinh doãn, phải không sợ kẻ quyền quý, sao lại nghe gọi là đến ngay mà chịu nhục”. Bá Nhân cúi đầu tạ tội.
Năm thứ 13 (1832), Diên Khánh công Tấn lầm nghe lời xin của tên buôn xảo quyệt là Diệp Liên Phong giả làm thuyền nhà Thanh để mưu toan trốn thuế. Việc phát giác, Diên Khánh công sợ hãi xin nhận tội. Vua cho là ông đã biết tự hối hận, không giấu giếm chống chữa chút nào, đặc cách miễn tội.
Năm thứ 17 (1836), Bố chính Nghệ An Nguyễn Đình Tân có người em là ấm sinh Nguyễn Đình Huy trước đính hôn với một người con gái của Diên Khánh công Tấn, nay được phái đi hậu bổ ở Biên Hòa, vua lập tức sai bộ Lại rút về, cho thành thân. Vua dụ rằng, từ nay phàm ai kết thông gia với các vương công đều vĩnh viễn không cho dự vào lệ truyền bổ.
Năm thứ 19 (1838), nhân dịp Diên Khánh công lên thọ 40, vua sai hoàng tử Ninh Thuận công Miên Nghi cùng với Quản thị vệ Võ Văn Giải đem phẩm vật mừng ban cho.
Năm thứ 21 (1840), vua cho đúc các con thú bằng vàng để ban thưởng cho các hoàng thân anh em, các hoàng tử công và hoàng tử chưa được phong tước. Diên Khánh công Tấn được ban cho một con kỳ lân bằng vàng nặng 6 lạng 4 đồng cân.

### Thời Thiệu Trị
Năm Thiệu Trị thứ nhất (1841), vua xuống dụ miễn cho các thân công Kiến An, Định Viễn, Diên Khánh, Điện Bàn, Thường Tín, An Khánh và Từ Sơn, đều là hoàng thúc của vua, khỏi phải lạy ngày thường chầu, trừ khi triều hội và các điển lễ lớn.
Năm thứ 2 (1844), Diên Khánh công Tấn theo vua ngự giá Bắc tuần, được vua thưởng rất hậu.
Năm thứ 3 (1843), tháng 4 (âm lịch), vua ra dụ: “Bảy vị thân công (chỉ các em của vua Minh Mạng) đều là chú ta, tuổi đã nhiều, để nâng chén rượu múa nhảy và khúm núm đi lại, thì không phải là trọng đãi, nên miễn cho”.
Năm thứ 4 (1844), tế trời đất ở đàn Nam Giao. Lễ xong, vua thưởng cho hoàng thân và các quan văn võ kim tiền, ngân tiền theo thứ bậc. Các hoàng thúc của vua đều được ban thêm một đồng kim tiền lớn hạng nhất có chữ Long vân khế hội.
Dưới thời Thiệu Trị, Diên Khánh công Tấn là vai trên mà giữ việc kính cẩn, thường theo hầu vua. Khi vua đau ốm, ông thường hầu sớm đêm, không trễ biếng. Chính vì thế mà vua càng thêm quý, dặn Tự Đức sau này nên hậu đãi ông để báo đáp công khó nhọc.
Năm thứ 7 (1847), vua Thiệu Trị băng hà, Diên Khánh công Tấn xin trông coi việc tang. Vì nhận ân sủng đặc biệt nên Diên Khánh công càng cảm khích, mưu tính báo đền lại.

### Thời Tự Đức
Năm Tự Đức thứ nhất (1848), nhân dịp mừng thọ 50 của Diên Khánh công Tấn, vua sai hoàng đệ Gia Hưng công Hồng Hưu cùng Thị vệ đại thần là Lâm Duy Nghĩa dâng phẩm vật cho ông.
Năm thứ 3 (1850), vua xuống dụ thưởng cho Diên Khánh công một chiếc thuyền bồng để theo hầu. Năm đó, vua Tự Đức đặc cách sách phong cho bà Nguyễn Hữu thị mẹ ông làm Chiêu nghi, để làm trọn thành ý của Hoàng khảo Thiệu Trị. Việc gia tặng cho các phi tần tiền triều khá là hiếm dưới triều Nguyễn.
Diên Khánh công phụng sự mẹ mình hết mực chí hiếu, người đời không ai chê được. Năm Tự Đức thứ 5 (1852), ông để tang mẹ, thương xót quá độ. Sau khi tế đàm (tức lễ hết tang) vài tháng, thì ông ốm nặng, thường nói rằng: “Cả nhà chịu ơn hậu của nước chưa báo đền được một chút nào, một sớm chết đi, nuốt hận lâu mãi mà thôi, không một lời nào nói đến việc nhà cả”. Lúc ông bị ốm, vua đặc biệt cho Ngự y xem mạch chữa bệnh, ban cấp thứ thuốc của vua dùng, ngày nào cũng sai trung sứ đến thăm hỏi.

#### Qua đời
Năm thứ 7, Giáp Dần (1854), ngày 23 tháng 6 (âm lịch), Diên Khánh công mất, thọ 56 tuổi. Vua Tự Đức nghe tin thì thương khóc, nghỉ coi chầu 4 ngày, truy tặng cho ông làm Diên Khánh vương (延慶王), thụy là Cung Chính (恭正), việc tang chiếu theo lễ của Kiến An công Đài mà làm. Vua sai quan ở Quốc sử quán soạn bài văn khắc lên tấm bia gỗ, đem dựng ở mộ của Vương, hành trạng của ông được khắc ở mặt sau bia, còn mặt trước bia thì khắc các lời dụ và thơ ngự chế những lần ban cho. Đến ngày an táng, vua sai Ninh Thuận công Miên Nghi ban trà rượu và cho quan đến tế 1 đàn.
Tẩm mộ của Diên Khánh vương ngày nay thuộc địa phận phường An Tây (thành phố Huế), còn phủ thờ của ông hiện nay tọa lạc trên đường Nguyễn Sinh Cung, phường Vỹ Dạ (Huế). Phủ thờ và tẩm mộ Diên Khánh vương đều được xếp hạng di tích lịch sử văn hóa cấp tỉnh vào năm 2012.
Tấm bia gỗ của Diên Khánh vương, không rõ vì lý do gì mà không được lưu giữ tại phủ thờ của ông mà lại được dựng trước bàn thờ của Khánh Mỹ Quận công Hồ Đắc Trung ở hậu liêu chùa Trúc Lâm (Thủy Xuân, Huế). Dựa theo những dòng văn tự trên bia, hậu duệ của dòng họ Hồ Đắc mới biết được quan Ngự y Hồ Đắc Hóa triều Minh Mạng có người kế thất tên Lê, là con gái của Diên Khánh vương Tấn.

## Hậu duệ
Diên Khánh vương có 20 con trai và 28 con gái. Dưới đây liệt kê tên của một số người:
- Diên Vực, công tử trưởng. Năm Thiệu Trị thứ 3 (1843), được ân phong là Mộ Trạch Đình hầu[18], năm Tự Đức thứ 6 (1853) thì mất[2]. Con trưởng của Diên Vực là Công tôn Hội Kỳ tập phong tước hầu, giữ việc phụng thờ.
- Diên Đề, công tử thứ[19].
- Diên Điệp, công tử thứ, lấy làm người kế tập cho An Khánh vương Nguyễn Phúc Quang, đổi tên thành Khâm Thịnh (theo Phiên hệ thi phòng An Khánh).
- Công nữ Thị Lê, kế thất của Y phó Thái y viện Hồ Đắc Hóa, sinh Tri phủ Hồ Đắc Tuấn. Tri phủ Tuấn là cha của danh thần Hồ Đắc Trung, làm quan các đời vua Thành Thái, Duy Tân và Khải Định.